# Daniel Marchand
Daniel Félicien Louis André Marie „Danielault“ Marchand (* 18. März 1900 in Paris; † 20. Oktober 1989 in Meulan-en-Yvelines) war ein französischer Autorennfahrer.

## Karriere als Rennfahrer
Daniel Marchand startete in seiner Karriere einmal beim 24-Stunden-Rennen von Le Mans. 1934 fuhr er gemeinsam mit Félix Quinault einen von Jean-Albert Grégoire gemeldeten Tracta. Das Duo erreichte den 19. Gesamtrang. 

## Statistik

### Le-Mans-Ergebnisse
| Jahr | Team                 | Fahrzeug | Teamkollege    | Platzierung | Ausfallgrund |
| ---- | -------------------- | -------- | -------------- | ----------- | ------------ |
| 1934 | Jean-Albert Grégoire | Tracta   | Félix Quinault | Rang 19     |              |